# Auditorio Nacional de Música
Das Auditorio Nacional de Música (Nationales Musikauditorium) ist ein Konzerthaus in Madrid, das hauptsächlich Konzerten klassischer Musik gewidmet ist. Es ist eine Einrichtung des Nationalen Institut für darstellende Kunst und Musik (Kulturministerium). Das Haus ist ein Entwurf des Architekten José María García de Paredes und wurde am 21. Oktober 1988 eröffnet. Der Bau wurde im Rahmen des Nationalen Plans der Auditorien geplant, um Spanien eine angemessene musikalische Infrastruktur zu bieten.
Hier ist das Nationalorchester von Spanien, der Nationalchor von Spanien und das National Youth Orchestra of Spain beheimatet.

## Symphonische Säle

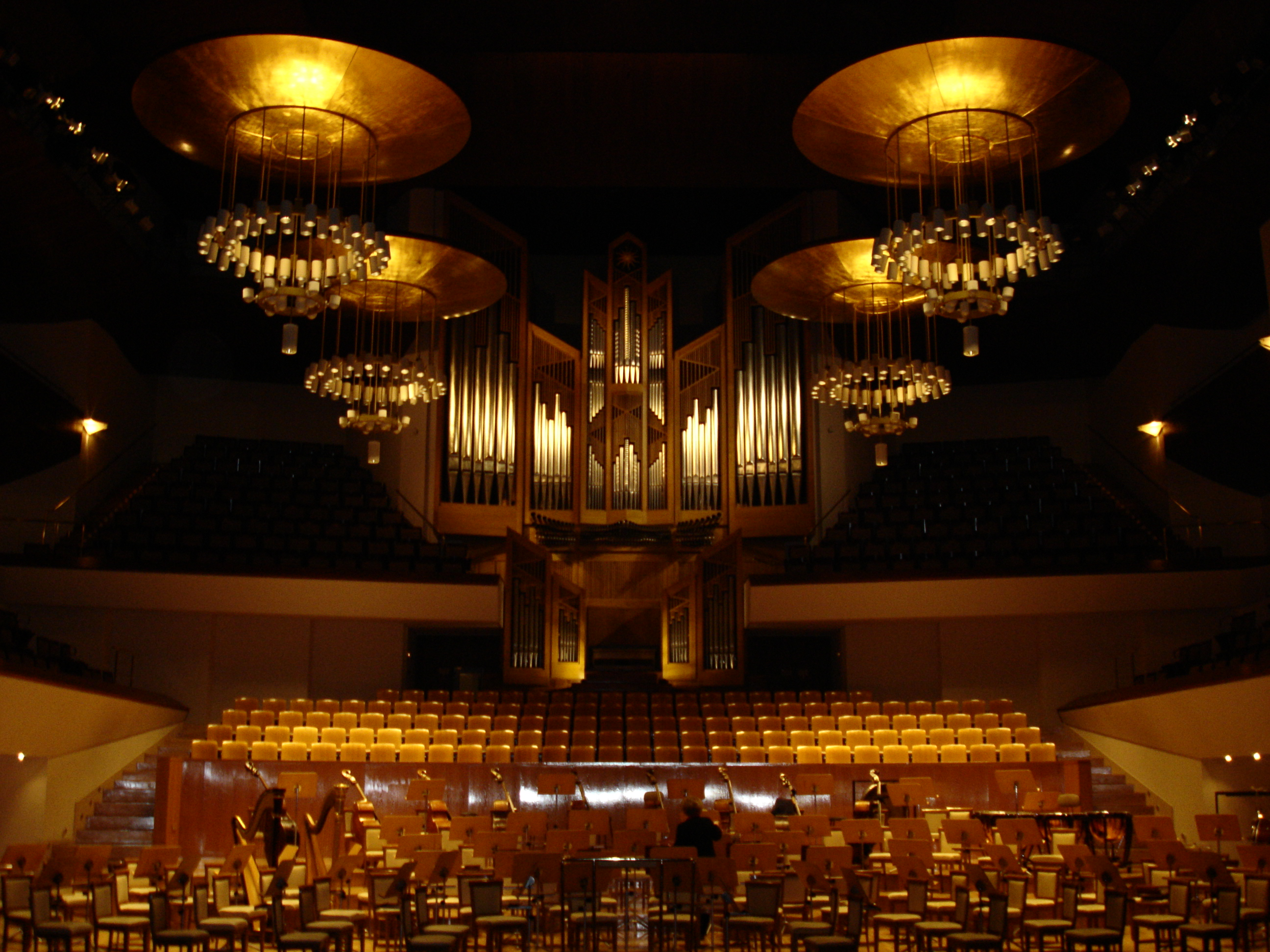
Symphonischer Saal

Das Auditorio Nacional de Música hat zwei Säle, einen für Symphonie- und einen für Kammermusik, mit einer Kapazität von 2324 und 692 Plätzen. Darüber hinaus verfügt es über eine Halle des Chors, die als Ausweichraum Platz für 208 Zuschauer bietet. Des Weiteren gibt es auch ein Auditorium, einen Saitenraum für Proben, vierzehn individuelle Räume für die Vorbereitung der Solisten, ein Aufnahmestudio, einen Presseraum, zwei Cafeterias und einen Andenkenladen.

### Symphonischer Saal
Der symphonische Saal ist nach Vorbild des Großen Saals der Berliner Philharmonie als Weinberg ausgeführt, bei dem  die Zuschauerränge um die Bühne herum angeordnet sind. Die für den Chor bestimmten Bereiche können bei rein symphonischen Werken vom Publikum besetzt werden, was die Kapazität des Saals erhöht. Auf der Bühne haben bis zu 130 Personen Platz. Der Saal ist zudem mit einer Orgel von Gerhard Grenzing ausgestattet, die 5750 Pfeifen hat und inkl. Transmissionen über 84 Registerzüge verfügt.

### Kammermusiksaal
Im Kammermusiksaal ist die Bühne mit einer Fläche von 100 m² völlig flach angeordnet. Durch die Dimension der Bühne ist diese sogar für die Aufführung von Sinfonien von Haydn oder Mozart geeignet ist. Auch der Kammermusiksaal verfügt über eine Orgel, welche der Orgelbauer Gabriel Blancafort schuf. Sie verfügt über 24 Register und ist für barockes Repertoire, Continuo- und Chorbegleitung disponiert.